# Georg Kieninger

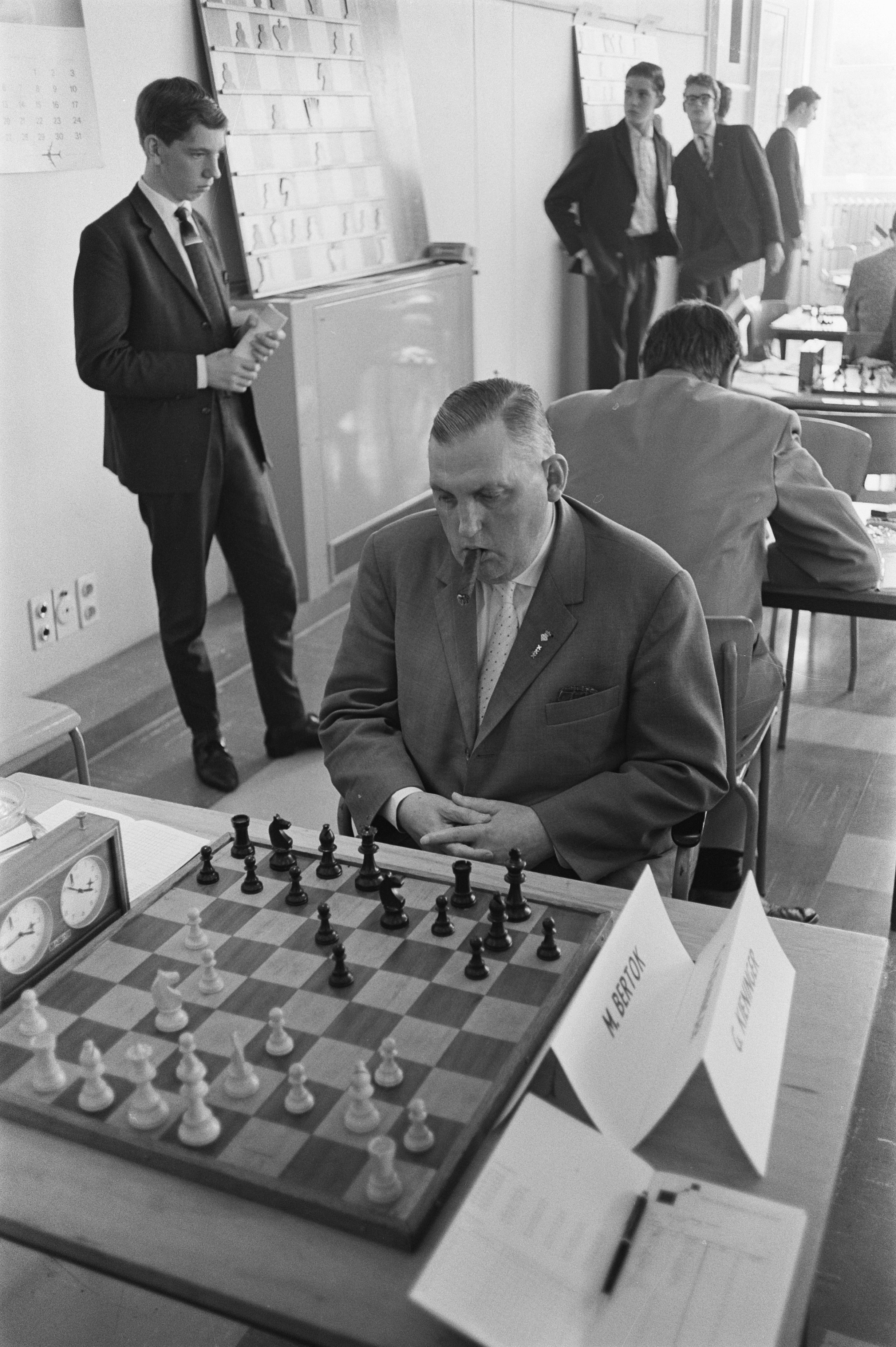
Georg Kieninger (Amsterdam, 1963)

Georg Kieninger (* 5. Juni 1902 in München; † 25. Januar 1975 in Düsseldorf) war ein deutscher Schachspieler.

## Leben
Georg Kieninger erlernte das Schachspiel mit 15 Jahren. Bereits seit 1922 war er Berufsschachspieler. Im Jahre 1929 gewann er die Frankfurter Stadtmeisterschaft.  Neben seinen Turnierteilnahmen sicherte er sich ein Zubrot als Journalist. Zwischen 1931 und 1934 bestritt er drei Wettkämpfe gegen den Meisterspieler Ludwig Engels, die seiner schachlichen Entwicklung von großem Nutzen waren. Im Jahre 1932 erwarb er im Meisterturnier des 28. DSB-Kongresses in Bad Ems den Meistertitel des Deutschen Schachbundes. Seine erfolgreichste Phase hatte er in der zweiten Hälfte der 1930er Jahre. Der Zweite Weltkrieg unterbrach seine vielversprechende Entwicklung.
Kieninger gewann 1937 und 1940 in Bad Oeynhausen sowie 1947 in Weidenau die Deutsche Meisterschaft. 1938 wurde er Zweiter hinter Erich Eliskases bei der deutschen Einzelmeisterschaft in Bad Oeynhausen. In internationalen Turnieren erwies er sich ebenfalls als erfolgreich und landete bei seinen Teilnahmen bis zu Beginn der 1950er Jahre auf vorderen Rängen.
Im Jahre 1950 verlieh ihm die FIDE den Titel Internationaler Meister. Im Jahre 1957 spielte er für die Bundesrepublik Deutschland bei der Europamannschaftsmeisterschaft.
Nach dem Zweiten Weltkrieg setzte Kieninger seine Schachberufung fort. Er wechselte häufig seinen Schachverein, um sein Auskommen zu sichern; so war er Mitglied in vielen deutschen Klubs. Daneben sicherte er sich Einkünfte durch verschiedene Schachspalten in deutschen Zeitungen.
Kieninger war bekannt für große Zähigkeit im Spiel, die gut mit seinem streng positionellen Stil korrespondierte. Gegen schwächere Spieler spielte er jede ausgeglichene Stellung so lange weiter, bis diese die Geduld verloren und einen Fehler machten. Man nannte ihn daher auch den Eisernen Schorsch. Im Budapester Gambit ist eine Eröffnungsfalle nach ihm benannt.
Seine beste historische Elo-Zahl von 2636 erreichte Kieninger im Oktober 1948. 1938 erzielte er mit Platz 23 seine beste Platzierung auf der Weltrangliste.